# Palazzo dei Beni Spagnoli

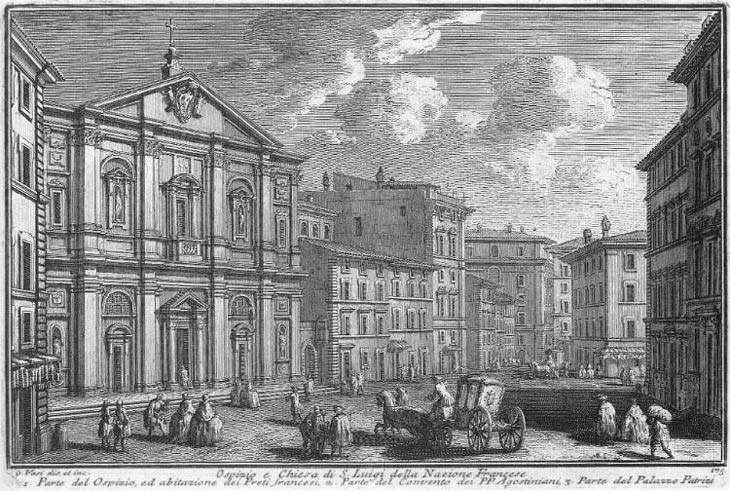
Gravura de Giuseppe Vasi (1759) da Piazza di San Luigi dei Francesi. Do lado esquerdo está a igreja San Luigi dei Francesi e, em frente a ela, os dois palácios vizinhos: o Palazzo Patrizi (o mais alto, bem à direita) e o Palazzo dei Beni Spagnoli. Do mesmo lado da rua que a igreja, está visível parte do Palazzo San Luigi (o edifício estreito e mais alto).

Palazzo dei Beni Spagnoli ou Palazzo degli Stabilimenti Spagnoli é um palácio localizado na Piazza di San Luigi dei Francesi, no rione Sant'Eustachio de Roma, bem na esquina com o Largo Giuseppe Toniolo e geminado ao Palazzo Patrizi.

## História e descrição
A estrutura original deste palácio remonta ao século XVI, quando foi construída para Dom Pedro Aranda, bispo de Cathorra, transformando um edifício do século XIV adquirido por ele em 1491. Em 1562, o edifício foi adquirido pela instituição de caridade (em italiano:  Opera Pia) da igreja de Santiago e destinado a acolher os peregrinos do Reino da Espanha em Roma. Entre 1742 e 1744, o palácio foi completamente reformado e adquiriu sua forma atual com três pisos, com uma decoração pouco notável e um modesto portal cuja arquitrave serve de varanda do piso nobre. O ático central acima do beiral é uma adição do século XIX. Atualmente o edifício é propriedade do Senado italiano, que o reformou em 1989.